# Realismo depresivo
El realismo depresivo es una hipótesis suscrita en 1979 por las psicólogas estadounidenses Lauren Alloy y Lyn Yvonne Abramson y desarrollada posteriormente por otros autores. Según esta hipótesis, los individuos depresivos hacen inferencias del mundo más realistas o acertadas que los individuos no deprimidos. Aunque se piensa que las personas deprimidas muestran un sesgo cognitivo negativo que provoca pensamientos recurrentes negativos de forma natural, así como conductas inadaptadas y creencias disfuncionales acerca de la realidad, el realismo depresivo argumenta que esta negatividad no solo refleja una mayor precisión en la valoración de las cosas, sino también que las evaluaciones de los individuos no deprimidos sugieren un sesgo positivo no del todo realista. O, en otras palabras, que los sujetos "normales", los que no padecen depresión, lo ven todo "más brillante" de lo que es, mientras que los sujetos deprimidos ven el mundo más aproximado a como es en realidad. «Lo que indican esas líneas de investigación es que parece que de forma normal los no deprimidos sobreestimamos, por ejemplo, nuestra capacidad para realizar tareas o la suerte que vamos a tener en determinado evento del azar o en la capacidad para controlar ciertos eventos. [...] Lo más llamativo que plantea esta hipótesis es, pues, que las personas de forma "normal" tendemos a ser poco realistas».
Esta teoría sigue siendo muy controvertida, ya que pone en cuestión el mecanismo de corrección que la terapia cognitivo-conductual defiende para combatir la  enfermedad depresiva. Aunque actualmente existe alguna evidencia que sustenta la plausibilidad o certeza de los sentimientos que caracterizan el realismo depresivo, su efecto puede que se restrinja a unos pocas situaciones muy concretas.

## Argumentos a favor
En ensayos clínicos sobre contingencia, cuando se pidió a los participantes que pulsaran un botón para evaluar el control propio que percibían sobre el encendido de una luz, los individuos deprimidos hacían evaluaciones más precisas que los no deprimidos sobre el particular. También se pidió a los participantes que completaran una tarea y evaluaran el rendimiento propio, sin comentárseles nada al respecto (sin feedback), y los individuos deprimidos volvían a hacer autoevaluaciones más precisas que los individuos no deprimidos. Posteriormente se pidió a los participantes completar una serie de tareas, esta vez con feedback, y nuevamente los individuos deprimidos ofrecieron una autocalificación más precisa que los no deprimidos. Cuando se les pidió evaluar su rendimiento tanto de forma inmediata como algún tiempo después de completar una determinada tarea, los individuos deprimidos hicieron evaluaciones más precisas en ambos casos.
En un estudio funcional de imagen por resonancia magnética del cerebro, acerca de eventos sociales positivos y negativos, los pacientes deprimidos mostraron ser más precisos en sus atribuciones causales que los participantes no deprimidos, los cuales mostraron un sesgo positivo en sus respuestas. Esta diferencia también se observó en la distinta activación de la red frontotemporal; una mayor activación de atribuciones no egoístas en los participantes no deprimidos y de atribuciones egoístas en los pacientes deprimidos, y la reducción de acoplamiento de la región dorsomedial de la corteza prefrontal y las áreas límbicas, cuando los pacientes deprimidos hacían atribuciones egoístas.

## Argumentos en contra
Cuando se les pidió evaluar tanto su rendimiento como el rendimiento de otro sujeto, los individuos no deprimidos mostraron un sesgo positivo al calificarse a sí mismos, pero no mostraron sesgo apreciable al calificar a los demás. Los individuos deprimidos no mostraron por el contrario sesgo alguno al calificarse a sí mismos, pero sí un sesgo positivo al calificar a otros sujetos. Al evaluar los pensamientos de los participantes en público frente a los que tenían en ambientes privados, los pensamientos de las personas no deprimidas eran más optimistas en público que en privado, mientras que los individuos deprimidos se mostraban menos optimistas en público. Cuando se les pidió calificar su rendimiento inmediatamente después de una tarea, y luego transcurrido algún tiempo, las personas deprimidas eran más precisas cuando calificaban inmediatamente después la tarea, pero eran más negativas después de un tiempo, mientras que los individuos no deprimidos eran positivos tanto inmediatamente después como transcurrido un tiempo.
Aunque las personas deprimidas hacen juicios precisos acerca de no poseer control sobre sí mismos en situaciones en las que en realidad no tienen ningún control, esta evaluación también se traslada a situaciones en las que poseen control real, lo que sugiere que la perspectiva del deprimido, en general, no es más precisa. Cuando el estudio se desarrolla en entornos del mundo real, las personas deprimidas son en realidad menos precisas y más confiadas en sus predicciones sobre el futuro que sus pares no deprimidos. La precisión atribucional de los participantes también puede estar más relacionada con su estilo de atribución global que con la presencia y gravedad de sus síntomas depresivos.

## Crítica de los argumentos a favor
Algunos estudiosos han argumentado que las pruebas no son más concluyentes, en primer lugar, porque, lógicamente, no existe un criterio estándar de "realidad"; también, porque los diagnósticos son dudosos y, en tercer lugar, porque los resultados pueden no ser de aplicación al mundo real. Debido a que muchos estudios se basan en confesiones personales de síntomas depresivos y se sabe que estas a menudo están sesgadas, el diagnóstico de la depresión en dichos tests puede no ser válido, lo que exige el uso de otras medidas de evaluación más objetivas. Según ciertos estudiosos, debido a que la mayor parte de estos tests utilizan diseños que no necesariamente se aproximan a los fenómenos del mundo real, la validez externa de la hipótesis del realismo depresivo no está confirmada. Se piensa, por otra parte, que el efecto del realismo depresivo no es más que un subproducto de la situación en que la persona deprimida simplemente es consecuente con el sesgo negativo de sus emociones.

## Otra bibliografía
- Rachel Adelson (abril de 2005). «Probing the puzzling workings of 'depressive realism'». APA Monitor 36 (4): 30.

- Cummins, R.A., Nistico, H. (2002). «Maintaining life satisfaction: The role of positive cognitive bias». Journal of Happiness Studies 3: 37-69. doi:10.1023/A:1015678915305. (enlace roto disponible en Internet Archive; véase el historial, la primera versión y la última).

- Taylor, S.E., Armor, D.A. (1996). «Positive Illusions and Coping With Adversity». Journal of Personality 64 (4): 873-898. PMID 8956516. doi:10.1111/j.1467-6494.1996.tb00947.x.

- Hayden, Ben (2011). «Depressive Realism May Not Be Real». Psychology Today.